# Lingi
Lingi (biał. Лінгі; ros. Линги) – wieś na Białorusi, w obwodzie grodzieńskim, w rejonie werenowskim, w sielsowiecie Pirogańce.
W dwudziestoleciu międzywojennym leżały w Polsce, w województwie nowogródzkim, w powiecie lidzkim, do 11 kwietnia 1929 w gminie Siedliszcze, następnie w gminie Werenów. Po II wojnie światowej w granicach Związku Sowieckiego. Od 1991 w niepodległej Białorusi.
W 1884 w Lingach urodził się ks. Michał Buklarewicz - karany przez władze carskie polsko-białoruski działacz oświatowy; w 1919 dowódca antybolszewickiego oddziału partyzanckiego; w 1919 zamordowany wraz z siostrą przez komunistów.